# 哈萨克斯坦共和国国家银行
哈萨克斯坦共和国国家银行（英語：National Bank of the Republic of Kazakhstan，简称NBK）是哈萨克斯坦的中央银行，是哈萨克斯坦坚戈的发行机构。其运作不以获取利润为目的，在工作上直接向哈萨克斯坦总统负责，但在法定权限范围内依法独立运作。对外它代表哈萨克斯坦共和国去跟他国中央银行以及各种国际金融组织发展合作关系。

## 历史
1991年12月16日，哈萨克斯坦正式宣布从苏联独立，后於1993年4月13日成立了哈萨克斯坦国家银行，同年11月15日，开始发行第一版哈萨克斯坦坚戈。

## 目标与职能

### 目标
哈萨克斯坦国家银行的首要目标是确保哈萨克斯坦共和国的物价稳定。

### 职能
为完成法律赋予之目标，国家银行的职能如下：

制定和实施国家货币政策; 

确保支付系统的运作; 

实施外汇监管和外汇管制; 

促进金融体系的稳定; 

调节、控制和监督金融市场和金融机构; 

确保金融服务消费者的合法权益; 

开展货币统计和对外部门统计领域的统计活动。

## 组织结构
哈萨克斯坦国家银行的最高行政权力机构是董事会，由九人组成，成员包括：一名董事会主席（行长）、五名董事会成员（副行长）、一名总统驻行代表、两名政府驻行代表（通常由财政部长、经济和预算规划部长两人担任）。董事会下的执行机构有：
- 研究与战略分析部（英語：Research and Strategic Analysis Department）：负责财务状况分析、货币政策研究、经济指标预测、经济发展评估等事务[9]；
- 国际收支及货币管理与统计部（英語：Balance of Payments, Currency Regulation and Statistics Department）：负责监管现行货币政策，合理控制货币供应量，编制宏观经济指标等事务[10]；
- 法律部（英語：Legal Department）：负责参与法规制定、概括立法实践、监督法规实施、普及法律培训等工作[11]；
- 货币市场操作及资产管理部（英語：Department of monetary operations and asset management）：负责管理哈萨克斯坦主权财富基金、执行央行最后贷款人职能、为政府提供财务顾问服务等工作[12]；
- 会计部（英語：Accounting Department）：负责央行财务核算、提供央行财务报告、监管金融机构财务状况等工作[13]；
- 信息技术部（英語：Information Technologies Department）：负责开发、修改、维护以及发展央行信息系统，管理信息和通信基础设施并确保其安全稳定运行等工作[14]；
- 内部审计部（英語：Internal Audit Department）：负责审计各部门财务报表、监督各部门的资产状况等工作[15]；
- 人事部（英語：HR Department）：负责人力资源管理，优化部门结构，进行员工培训等工作[16]；
- 现金流通部（英語：Cash circulation Department）：负责印制、发行、储存、运输、回收、销毁现金等工作[17]；
- 支付系统开发与管理部（英語：Payment systems development and management Department）：负责开发、调节、维护国内支付系统运行等工作[18]；
- 组织工作与监管部（英語：Department for organizational work and oversight）：负责组织准备央行领导及员工各项活动，提高央行形象等工作[19]；
- 金融稳定和风险管理部（英語：Financial Stability and Risk Management Department）：负责评估金融形势，进行压力测试，维护金融体系，开发风险管控系统等工作[20]；
- 财务会计与财务运作监管部（英語：Financial Accounting and Financial Operations Monitoring Department）：负责开展国际结算和外汇资金转移，管理客户资产及提供交易经纪服务等工作[21]；
- 国际及公共关系部（英語：Department of International and Public Relations）：负责对外发展央行与各国际组织关系，开展国际合作等工作[22]；
- 监管及控制方法部（英語：Department of surveillance and control methodology）：负责监督和管控金融市场和金融机构，确保金融机构的运作公平竞争[23]；
- 内部安全预备部（英語：Departament of Internal security provision）：负责信息安全体系管理、国家银行信息资源安全等安保工作[24]；
- 规划与预算部（英語：Department of planning and budget）：负责央行收支预测、预算规划、组织采购、电子招标等工作[25]；
- 金融服务消费者权益保护部（英語：Financial Services Consumers’ Rights Protection Department）：负责为金融服务消费者提供客户服务、权益保护等工作[26]；
- 业务活动准备司（英語：Division of operational activities provision）：负责为营运部门提供会计政策、内部会计规则及资产负债表等工作[27]；
- 公共服务品质控制司（英語：Public services quality control Division）：负责央行与附属机构、总部与分部合作关系的协调工作[28]；
- 行政部（英語：The Administrative Department）：负责提供行政及支援服务等工作[29]；
- 国家机密保护司（英語：State Secrets Protection Division）：负责机密保护工作[30]；
- 国家机关协调部（驻首都阿斯塔纳）（英語：Departament of coordination with state bodies (Astana city)）：负责国家银行与总统、议会、政府、部委和其他国家机关的工作互动[31]；
- 阿拉木图和伊斯兰金融区域金融中心开发部（英語：Department for the Development of Regional Financial Centre of Almaty city and Islamic Finance）：负责开发阿拉木图金融中心，管理伊斯兰金融等工作[32]；
- 银行监管部（英語：Department of the Banking Supervision）：负责监管商业银行运营[33]；
- 保险市场法规部（英語：Department of the Insurance Market Supervision）：负责研究、发布保险市场法规并监管其运作等工作；
- 证券市场监管部（英語：Department of the Securities Market Supervision）：负责监管证券市场，维护公平竞争等工作[34]；
- 金融组织检查部（英語：Department of Financial Organizations Inspections）：负责监管非银行金融组织及机构的运行[35]；
- 金融市场主体清算管控司（英語：Division for control over liquidation of financial market entities）：负责金融市场主体破产清算管理及控制等工作[36]；

## 外部連結
- 哈萨克斯坦国家银行的官方网站（页面存档备份，存于）（俄文）（哈薩克文）（英文）